# Sylogizm warunkowy
Sylogizm warunkowy, sylogizm hipotetyczny – wspólna nazwa trzech blisko powiązanych praw logiki, konkretniej klasycznego rachunku zdań:
{\displaystyle {\begin{aligned}&(1)\ [(p\rightarrow q)\land (q\rightarrow r)]\rightarrow (p\rightarrow r)\\&(2)\ (p\rightarrow q)\rightarrow [(q\rightarrow r)\rightarrow (p\rightarrow r)]\\&(3)\ (p\rightarrow q)\rightarrow [(r\rightarrow p)\rightarrow (r\rightarrow q)]\end{aligned}}}
Różni autorzy nazywają te prawa w różny sposób:
- Marian Kowalewski, Wojciech Patryas i Zintegrowana Platforma Edukacyjna nazywają (1) sylogizmem hipotetycznym[2][3][4];
- Andrzej Grzegorczyk nazywa (2) sylogizmem warunkowym stoików[5];
- Józef Bremer nazywa (1) koniunkcyjnym sylogizmem hipotetycznym, a (2) krótko sylogizmem hipotetycznym[6];
- Antoni Smoluk nazywa (1) sylogizmem warunkowym, a (2) nazywa inną postacią tego samego prawa[7];
- Encyklopedia PWN nazywa regułę (2) sylogizmem hipotetycznym[8];
- reguła (1) bywa też nazywana przechodniością (tranzytywnością) implikacji[9][10][4].